# Moon (Ava)
Moon è un singolo del beatmaker italiano Ava, pubblicato il 25 gennaio 2024.

## Descrizione
Il singolo vede la partecipazione dei rapper Capo Plaza e Tony Boy.

## Tracce
1. Moon (feat. Capo Plaza & Tony Boy) – 3:07

## Classifiche
| Classifica (2024) | Posizione massima |
| ----------------- | ----------------- |
| Italia            | 1                 |